# Nahed Kharchi
Nahed Kharchi, née le 8 septembre 1987 à Nice, est une boxeuse française évoluant dans les catégories des poids plumes. Après avoir été quintuple championne du monde en boxe pieds-poings, elle devient championne de France professionnelle de boxe anglaise à deux reprises en 2019 et 2022.

## Biographie

### Carrière dans le kick-boxing
Nahed Kharchi commence le kick-boxing alors qu'elle est au collège. Ceinture noire de boxes pieds-poings depuis novembre 2007, Nahed Kharchi est sélectionnée par l'équipe de France de kick-boxing dans les semaines qui suivent. En 2008, à 20 ans, Nahed Kharchi enchaîne les victoires pour devenir championne de France de full-contact, de kick boxing et de boxe birmane. L'année suivante, elle est de nouveau deux fois championnes de France en kick boxing (medium contact, classe B) et K1 Rules en -60 kg et championne du monde en full-contact et en kick boxing lors du championnat du monde WTKA organisé en Italie,. Médaille de la Coupe d'Europe 2012 dans la catégorie des moins de 60 kg, elle remporte cette même année l'Irish Open en battant une combattante américaine en finale. Deux mois plus tard, lors de la deuxième édition de la Coupe du monde de kick-boxing en Argentine à Bueno Aires, la combattante remporte un nouveau titre de championne du monde en full-contacte. Devenue professionnelle en 2015, elle bat en Corse l'Italienne Chiara Vinci avant de s'incliner face à elle en février 2016 lors d'un champion du monde de kick-boxing sur décision des juges,,,.

### Carrière en boxe anglaise
Partie de son club de Villefranche-sur-Mer pour un club niçois, Kharchi commence la boxe anglaise en découvrant sur son chemin l'ancien champion d'Europe Fabien Guillerme. En 2016, pour sa deuxième année en boxe anglaise, elle remporte les championnats de Provence puis se qualifie pour les championnats de France où elle atteint les quarts de finale.
Lors de ses débuts en boxe professionnelle, Nahed Kharchi bat Marine Tollet aux points lors du Main Event IV au vélodrome de Saint-Quentin-en-Yvelines. Elle enchaîne par une victoire par TKO à la deuxième reprise contre Ainara Mota au casino de Menton en janvier 2018 avant de s'incliner contre Pauline Leconte à Saint-Quentin.
Tête d'affiche d'un gala de boxe anglaise organisé à Drap en septembre 2018, elle s'impose aux points face à la Serbe Jelena Janicijevic. Elle enchaîne un mois plus tard à Monaco en mettant Marijana Dasovic KO dès la première reprise. Challenger du titre de championne de France, elle s'incline en préparation de ce combat face à Nina Pavlovic à Menton.
Le 7 mars 2019, Nahed Kharchi est opposée à la championne de France en titre Ainara Mota au Casino Ruhl de Nice,. Enchaînant les coups dans la deuxième reprise, elle fait vaciller son adversaire qui est comptée par l'arbitre,. Au terme des huit reprises, elle est déclarée vainqueur aux points et devient championne de France professionnelle,.
En janvier 2020, Nahed Kharchi relève le défi de monter d'une catégorie, en poids super-plumes, pour disputer la ceinture de championne de France à la gauchère Victoire Piteau sur ses terres, à Orléans. Diffusé sur Sport en France, le combat est disputé dès la première reprise et voit la Niçoise s'incliner à la décision des trois juges, sur des scores serrés de 77 points à 76, 77 à 75 ainsi que 77 à 75,. La décision provoque les sifflets d'une partie du public et l'incrédulité du coin niçois,.
Le 5 février 2022, elle remporte de nouveau le titre de championne de France professionnelle de poids plumes en dominant Amel Anouar aux points (79-73 sur la carte des trois juges) à la salle Black Box de Nice,.

## Palmarès
| 11 combats      | 7 victoires | 4 défaites |
| Avant la limite | 2           | 0          |
| Sur décision    | 5           | 4          |

| Décision possible : KO • TKO (KO technique) • UD (décision aux points unanime) • MD (décision aux points majoritaire) • SD (décision aux points partagée) • D (match nul) • NC (sans décision) • RTD (abandon) |        |                      |      |       |                  |                                            |                                              |
| Résultat | Record | Adversaire           | Type | Round | Date             | Lieu                                       | Notes                                        |
| Victoire | 7-4    | Amel Anouar          | UD   | 8     | 5 février 2022   | Black Box, Nice                            | Championnat de France des poids plumes       |
| Victoire | 6-4    | Nataliia Terentiieva | PTS  | 6     | 10 décembre 2021 | Fréjus                                     |                                              |
| Défaite | 5-4    | Victoire Piteau      | SD   | 8     | 25 janvier 2020  | Palais des Sports, Orléans                 | Championnat de France des poids super-plumes |
| Défaite | 5-3    | Helena Claveau       | MD   | 8     | 29 juin 2019     | Arènes de Fréjus, Fréjus                   | Championnat de France des poids plumes       |
| Victoire | 5-2    | Ainara Mota          | UD   | 8     | 7 mars 2019      | Casino Ruhl, Nice                          | Championnat de France des poids plumes       |
| Défaite | 4-2    | Nina Pavlovic        | UD   | 6     | 19 janvier 2019  | Casino Municipal, Menton                   |                                              |
| Victoire | 4-1    | Marijana Dasovic     | KO   | 1 (6) | 25 octobre 2018  | Espace Léo Ferré, Monaco                   |                                              |
| Victoire | 3-1    | Jelena Janicijevic   | PTS  | 6     | 4 mai 2018       | Drap                                       |                                              |
| Défaite | 2-1    | Pauline Leconte      | UD   | 6     | 4 mai 2018       | Saint-Quentin                              |                                              |
| Victoire | 2-0    | Ainara Mota          | TKO  | 2 (6) | 27 janvier 2018  | Casino Municipal, Menton                   |                                              |
| Victoire | 1-0    | Marine Tollet        | UD   | 4     | 11 novembre 2017 | Vélodrome National, Montigny-le-Bretonneux |                                              |